# Alexander (film)
Alexander è un biopic del 2004 diretto da Oliver Stone. Pellicola storica con un ricco cast che vede attori come Colin Farrell, Angelina Jolie, Val Kilmer, Christopher Plummer, Rosario Dawson, Jared Leto, Anthony Hopkins e Jonathan Rhys-Meyers, il film è incentrato sulla storia di Alessandro Magno, dalla sua infanzia alla sua ascesa sul trono di Macedonia fino alla conquista dell'oriente.

## Trama
Anno 285 a. C.: il faraone Tolomeo, in un lungo flashback, narra la storia del giovane Alessandro, che cresce con la sua potente madre Olimpiade e il suo tutore Aristotele, grazie ai quali sviluppò una mente geniale, nonché una passione per l'amore, l'onore, la musica, l'esplorazione, la poesia e il combattimento. La sua relazione con il padre viene però compromessa quando Filippo sposa la nipote di Attalo, Euridice. Alessandro infatti insulta Filippo dopo aver rinnegato Attalo come suo parente, il che porta all'esilio di Alessandro dal palazzo di Filippo.
Dopo l'omicidio di Filippo, Alessandro diventa quindi re di Macedonia. Tolomeo menziona la campagna punitiva con la quale Alessandro rase al suolo la città di Tebe, riferendosi anche al successivo incendio di Persepoli, quindi dà una panoramica della campagna persiana occidentale di Alessandro, inclusa la sua dichiarazione come figlio di Zeus dall'Oracolo di Amon all'Oasi di Siwa, la grande sfida contro l'imperatore persiano Dario III nella battaglia di Gaugamela e la sua campagna d'Asia, durata otto anni.
Si vedono anche le relazioni private di Alessandro con il compagno di battaglia e amante Efestione, con il giovinetto Bagoa e in seguito con sua moglie Rossane, principessa della Battriana. Efestione paragona Alessandro all'eroe mitico Achille, e Alessandro risponde che Efestione deve essere il suo Patroclo: quando Efestione menziona che Patroclo morì per primo, Alessandro promette che, se Efestione dovesse morire per primo, lui lo seguirà immediatamente nell'aldilà. Efestione mostra una forte gelosia quando vede Alessandro con Rossane, e profonda tristezza quando lui la sposa, arrivando al punto di tentare di tenerla lontana da lui dopo che Alessandro ha ucciso Clito il Nero in India.
Dopo l'iniziale obiezione dei suoi soldati, Alessandro li convince a unirsi a lui nella sua battaglia finale, la Battaglia dell'Idaspe. Viene gravemente ferito da una freccia ma sopravvive, venendo di conseguenza celebrato come un grande eroe. Più tardi, Efestione soccombe a una malattia sconosciuta, forse avvelenato. Alessandro, addolorato, prende le distanze dalla moglie, nonostante la sua gravidanza, credendo che sia stata lei a ucciderlo per gelosia. Alessandro muore meno di tre mesi dopo Efestione, allo stesso modo, mantenendo così la sua promessa di seguirlo.
Sul letto di morte, Bagoa è addolorato quando i generali di Alessandro iniziano già a dividersi il suo regno e combattono persino per la proprietà del suo corpo.
La storia torna quindi al 285 a.C.. Tolomeo ammette al suo scriba che lui, insieme a tutti gli altri ufficiali, aveva effettivamente avvelenato Alessandro in modo da risparmiarsi da eventuali conquiste o conseguenze future.

## Produzione

### Sviluppo
La prima menzione del film è stata fatta nell'ottobre 2001 da Initial Entertainment Group.
Tra le scelte fatte, in base al contenuto 'extra' del DVD di Alexander, va segnalata la scelta della narrazione della morte di Filippo spostata alla seconda metà del film. Oliver Stone dice che in sostanza, il motivo sta nella necessità di 'sfoltire' l'inizio della storia di Alessandro, altrimenti troppo pieno di avvenimenti, utilizzando la tecnica del flashback e quindi degli eventi non necessariamente consequenziali.

### Cast
A Colin Farrell, poco aulicamente, finire il film è parso liberatorio, dichiarando: "Non ne potevo più di vestirmi da donna". Per l'interprete di Clytus l'intero copione si sarebbe potuto rendere bene in teatro, mentre Val Kilmer affermò che impersonare Filippo è stato un viaggio dell'anima e anche Angelina Jolie disse che "Olimpiade era una donna straordinaria, la più forte che io abbia mai interpretato".
Le immagini degli esterni sono state girate primariamente in Marocco, e anche le montagne innevate sono state filmate lì. Gli interni invece sono stati girati a Londra, da dove vengono anche i costumi. Le scene indiane con gli elefanti sono state realizzate in Thailandia.
Oliver Stone ha successivamente commentato la necessità di lavorare in paesi stranieri: "Si poteva fare anche in California, ma non sarebbe stato esatto storicamente e in più i costi sarebbero stati allucinanti: 200 dollari a comparsa per giorno di lavorazione".
Le riprese si sono svolte tra il settembre 2003 e febbraio 2004.

## Promozione

### Slogan promozionali
- «Fortune favors the bold.»
  - «La fortuna aiuta gli audaci.»
- «The greatest legend of all was real.»
  - «La più grande leggenda di tutti i tempi era vera.»

## Colonna sonora
La musica è stata curata da Vangelis.

## Distribuzione
Il film è stato distribuito nelle sale cinematografiche statunitensi il 16 novembre 2004 e in Italia il 14 gennaio dell'anno seguente.

## Accoglienza

### Incassi
Il film, costato un budget di 155 milioni di dollari, ha deluso le aspettative, incassando a livello mondiale 167.298.192 dollari. Le sue varie edizioni estese pubblicate per il mercato home video hanno risollevato gli incassi, divenendo una delle pellicole più vendute del catalogo Warner Bros. Ai botteghini d'Italia il film ha guadagnato 8,4 milioni di euro.

### Critica
Negli Stati Uniti, il film ha suscitato non poche polemiche, ricevendo critiche per la maggior parte negative. Tuttavia, la pellicola è stata sufficientemente apprezzata a livello internazionale e soprattutto in Europa.
Lo stesso regista Oliver Stone ha giustificato il suo lavoro dalle critiche statunitensi, dichiarando: «Gli americani non studiano la Storia, non la conoscono se non per alcuni titoli di libri e giornali letti con ignoranza. Sono indifferenti anche al passato del loro giovane Paese e prigionieri di una ipocrita moralità fondamentalista. È questa una delle prime cause del loro rifiuto per il mio Alexander, un film storico».

## Controversie
Come racconta il sito dell'Internet Movie Data Base, Alexander è andato incontro alla rabbia di 25 avvocati greci che non solo hanno annunciato di voler boicottare il film, ma addirittura hanno minacciato un'azione legale contro il regista Oliver Stone. Secondo una ricostruzione del The Guardian, gli avvocati hanno mandato una nota alla Warner Bros., annunciando di essere pronti a intraprendere un'azione legale, se non si fosse sottolineato come Alexander fosse un'opera di fantasia e che perciò non ricalcava la realtà dei fatti. Il problema, in Alexander, era che Oliver Stone aveva deciso di tratteggiare i lineamenti di un re guerriero, mostrandone anche la bisessualità e l'aperta attrazione verso i ragazzi, quando secondo loro "non ci siano prove storiche a sostegno delle affermazioni secondo cui il leader macedone avesse amanti maschi". Tuttavia alcuni storici intervenuti nel caso hanno ampiamente smentito le accuse, sostenendo che esistono molte prove che dimostrano che Alessandro Magno ebbe relazioni omosessuali con diversi uomini e giovinetti.
Alla fine, infatti, gli avvocati greci hanno dovuto arrendersi all'evidenza che non c'erano prove valide per procedere con il boicottaggio o le azioni legali. Ironia della sorte, Alexander è uscito nelle sale greche e ha debuttato piazzandosi immediatamente al primo posto.

## Riconoscimenti
- 2004 – Camerimage
  - Rana d'argento a Rodrigo Prieto
- 2004 – Razzie Awards
  - Candidatura per il peggior film
  - Candidatura per il peggior attore a Colin Farrell
  - Candidatura per la peggior attrice protagonista a Angelina Jolie
  - Candidatura per il peggior attore non protagonista a Val Kilmer
  - Candidatura per il peggior regista a Oliver Stone
  - Candidatura per la peggior sceneggiatura a Oliver Stone, Christopher Kyle e Laeta Kalogridis
- 2005 – World Soundtrack Awards
  - Public Choice Award a Vangelis

## Versione estesa
Esistono varie versioni del film, tutte rimontate e riviste negli anni: oltre alla versione cinematografica, che dura circa 175 minuti, esiste la Director's Cut, uscita nel 2007, una versione in cui sono presenti sia tagli, sia aggiunte, con una durata, di circa 168 minuti, leggermente inferiore a quella cinematografica; la Final Cut, uscita nel 2012, che dura 214 minuti (circa 40 minuti in più dell'originale), una versione che ha un montaggio differente dalla versione cinematografica, con corpose aggiunte, ma presentando anche alcune differenze; c'è, infine, la versione definitiva, uscita nel 2014, chiamata, appunto, Ultimate Cut, una versione leggermente più breve rispetto a quella precedente, ma che, a detta del regista, dovrebbe essere la rappresentazione finale dell'opera:
- Nella versione cinematografica, il film, dopo il prologo della morte di Alessandro, ha inizio con l'infanzia del principe macedone. Nella versione estesa, dopo la sua morte, Alessandro viene fatto vedere mentre sta preparando la battaglia di Gaugamela, quando è già ventenne.
- Alcune scene di amore omosessuale tra Alessandro e il giovinetto Bagoa sono state omesse nella versione cinematografica.
- Nella versione estesa, il prologo della morte di Alessandro vede alcune sequenze in più.
- Manca nella versione cinematografica la scena del primo incontro di Alessandro con Bagoa nel palazzo di Babilonia.
- Le sequenze della battaglia di Gaugamela sono più dettagliate e allungate.
- La scena di sesso tra Alessandro e Rossane presenta alcune inquadrature più esplicite.
- Nella scena serale del balcone di Babilonia con Alessandro ed Efestione che parlano, vi è l'esplicita dichiarazione di amore di Efestione ad Alessandro; scena mancante nella versione cinematografica.
- A metà film circa vi è un intervallo musicale di un minuto e mezzo.
- La digressione Indiana è notevolmente estesa: Alessandro riceve una lettera di Aristotele, la battaglia nella giungla dell'esercito di Alessandro contro gli elefanti è più lunga e violenta; e prima del rimpatrio in Persia a fine film, Alessandro prega davanti a una statua di Zeus.
- Quando Alessandro è a letto malato e morente, ha un dialogo, mancante nella versione cinematografica, con il giovinetto Bagoa, in cui i due si scambiano parole di amore reciproco.
- L'intera versione estesa presenta un montaggio cronologico diverso rispetto a quella cinematografica, caratterizzata da blocchi narrativi; l'intera gioventù di Alessandro, prima dell'assassinio del padre Filippo, procede, invece, secondo uno schema frammentato durante le campagne militari di Alessandro tra la Persia e l'India.

Le ultime due versioni (la Final Cut e la Ultimate Cut) non sono doppiate in italiano e sono presenti solo in lingua originale con regolari sottotitoli.

## Videogioco
Il film ha ispirato la creazione dell'omonimo videogioco, uscito anch'esso nel 2004 tramite la Ubisoft e sviluppato dalla GSC Game World.